# Sphenophryne thomsoni
Sphenophryne thomsoni es una especie de anfibio anuro de la familia Microhylidae. Es endémica del extremo suroriental de la isla de Nueva Guinea, de las islas de Entrecasteaux, del archipiélago de las Woodlark y del archipiélago de las Luisiadas. Su rango altitudinal oscila entre 0 y 1800 metros de altitud. Es una rana terrestre que habita en selvas tropicales primarias. Se reproduce por desarrollo directo.
No se encuentra amenazada de extinción, ya que vive en zonas muy remotas con poca actividad humana. En la isla Tagula se usa como ingrediente mágico, se cree que si se entierra esta rana en la tierra aumenta la fertilidad de la misma.